# Titanis
Titanis is een geslacht van uitgestorven vogels behorend tot de onderfamilie Phorusrhacinae van de schrikvogels (Phorusrhacidae). De soort leefde tijdens het late Plioceen en het vroege Pleistoceen (ongeveer tussen 2,5 en 1,5 miljoen jaar geleden), waarmee het de jongst bekende schrikvogel is.
Titanis walleri is tevens de eerste en tot nu toe enige bekende schrikvogel uit Noord-Amerika.

## Ontdekking en naamgeving
|                                                                             |  |  |
| Ben Waller (links) en Robert Allan (rechts), de ontdekkers van het holotype |  |  |

Het holotype van Titanis (UF-4108) bestaat uit het onderste deel van een tarsometatarsus en het eerste teenkootje van teen III (UF 4109). Het werd in de winter van 1961-1962 gevonden door Benjamin I. Waller in een afzetting van de Santa Fe rivier in de buurt van de grens tussen Gilchrist en Columbia County, Florida in gezelschap van Robert Allen. Hiernaast vond hij ook nog een teenkootje van de rechtervoet van Titanis, en meerdere botten van zoogdieren. Waller was de directeur van de burgerbescherming in Marion County in 1961, amateurarcheoloog en onderwaterverkenner. Hij keerde later nog terug en vond op en rond de oorspronkelijke vindplaats nog meer resten van het dier.

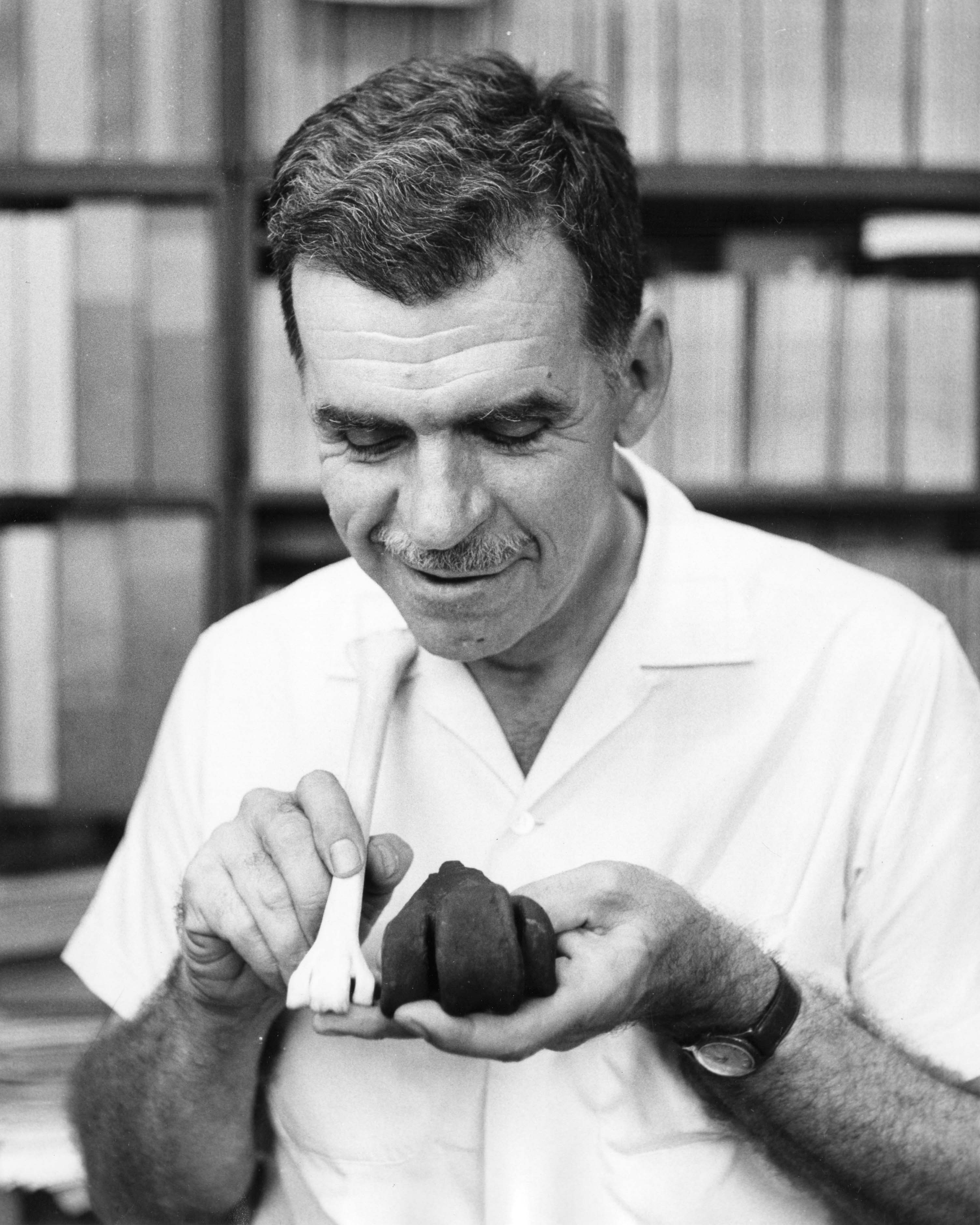
Pierce Brodkorb met de tarsometatarsus van Titanis (donker) en die van een andere vogel

Na hun vondst brachten Waller en Allen het holotype naar het Florida Museum of Natural History, waar het werd bestudeerd door de bioloog en ornitholoog Pierce Brodkorb. Brodkorb publiceerde dan de eerste beschrijving van het geslacht in april 1963 in het ornithologisch tijdschrift The Auk. Later werden nog exemplaren gevonden op twee plaatsen in Florida en op een in Texas.

### Datering
Doordat het holotype samen met de botten van zoogdieren uit verschillende tijdlagen gevonden werd was de datering problematisch. Men kon de leeftijd van dit fossiel dus enkel beperken tot tussen 2,4 miljoen jaar en 15000 jaar geleden. Dat had betekend dat Titanis mogelijk samenleefde met de eerste mensen in Noord-Amerika. Later onderzoek aan de hand van zeldzame aarden heeft echter uitgewezen dat het holotype, net als de andere in Florida gevonden exemplaren, niet jonger is dan twee miljoen jaar.

## Etymologie
De geslachtsnaam Titanis komt van de naam van een vrouwelijke titaan uit de Griekse mythologie. Het epitheton walleri verwijst naar Benjamin Waller, de ontdekker van het holotype.

## Beschrijving

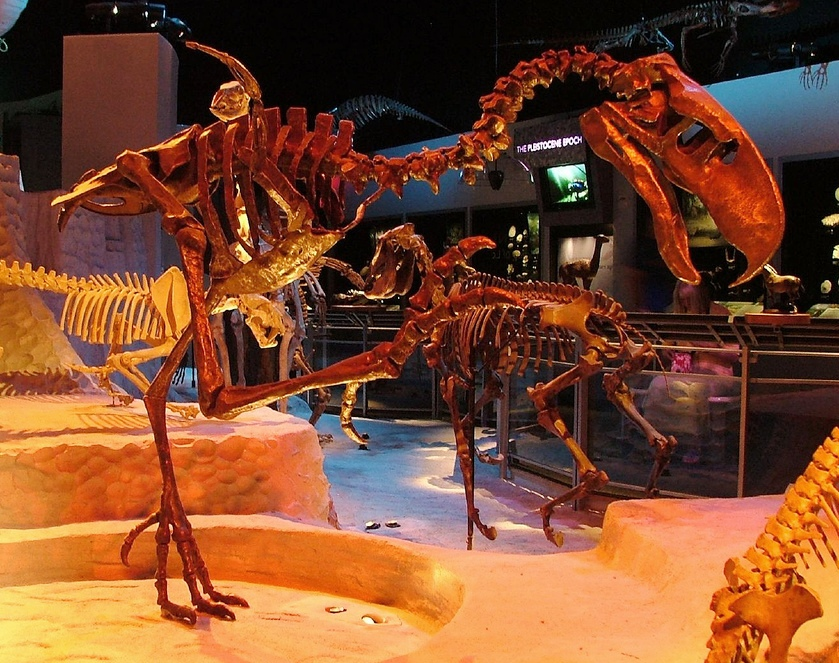
opgezet skelet van Titanis in het Florida Museum of Natural History

Titanis walleri was 2,4 meter hoog en had een normaal gewicht van ongeveer 180 kg. Hiermee was hij ongeveer even groot als Phorusrhacos, maar kleiner dan Devincenzia. Er is echter ook een grote variatie in het formaat van de gevonden exemplaren, waardoor het mogelijk is dat Titanis seksueel dimorf was.

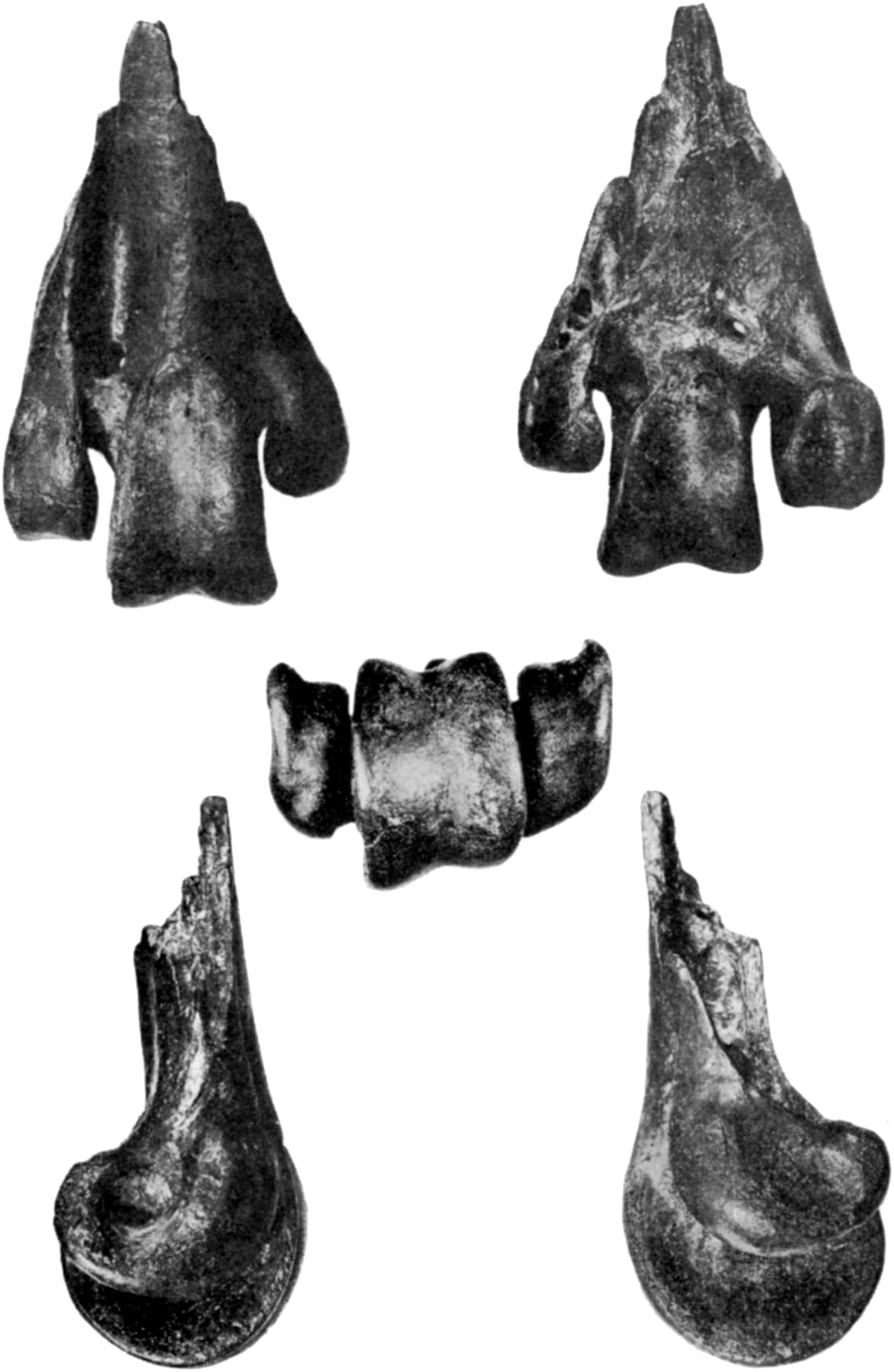
tarsometatarsus van het holotype van Titanis

Zijn tarsometatarsus is minder robuust dan die van Devincenzia en de middelste trochlea ervan is bovenaan (distaal) uitgespreid naar de zijkanten, een kenmerk dat doet denken aan de leden van de Mesembriornithinae.

### Jachtgedrag
Titanis zou zowel een aaseter als een actieve jager geweest kunnen zijn. Het dier kon volgens meerdere jachttechnieken jagen: Hij kon in een hinderlaag wachten en zijn prooien verrassen of hij kon zijn prooien uitputten door er een lange tijd achteraan te lopen, tegen snelheden van 50 km/h.
CAT-scans van de schedel hebben tevens uitgewezen dat het mesencephalon, het deel van de hersenen waar visuele informatie verwerkt wordt, erg groot is. Dit suggereert dat zicht belangrijk was voor Titanis tijdens het jagen. Het binnenoor bleek erg lang en goed ontwikkeld te zijn. Mogelijk gebruikte Titanis dit zintuig om prooien te volgen wanneer ze uit het zicht waren. Ook bleek het cerebrum, het deel van de hersenen dat verantwoordelijk is voor probleemoplossend denken, relatief groot te zijn. Hierdoor vermoedt men dat Titanis in staat was aanvallen vooraf te plannen.
Nadat het dier zijn prooi had opgespoord en dicht genoeg was gekomen, doodde hij ze door de tip van zijn snavel neerwaarts in de prooi te slaan. Het hoofd werd naar achter getrokken, terwijl de snavel licht naar boven werd gehouden. Dan kon met één klap de achterkant van de ruggengraat, de schedel, of de ribbenkast gebroken worden.
Prooien tot de grootte van een middelgrote hond in hun geheel ingeslikt. De prooi moest hiervoor zelfs niet dood zijn, hij werd dan door de krachtige nekspieren doodgeduwd. Grotere prooien werden opgegeten door met de scherpe snavel brokken uit het vlees te trekken.

## Voorkomen
De schrikvogels kwamen oorspronkelijk alleen voor op het Zuid-Amerikaanse continent. Titanis moet, na de sluiting van de Landengte van Panama, de oversteek naar Noord-Amerika gemaakt hebben. Om die reden wordt wel vermoed dat het dezelfde soort is als Phorusrhacos. In deze nieuwe omgeving had het dier concurrentie van de sabeltandtijgers en de edwardswolf, twee dieren die zich ook hadden gespecialiseerd op het jagen van relatief grote prooien.